# فرناندو إيواساكي
فرناندو إيواساكي (بالإسبانية: Fernando Iwasaki)‏‏ (5 يونيو 1961 في ليما - ) كاتب، وصحفي، ومؤرخ، وروائي، وكاتب العمود من بيرو.